# Walter (football, 1912)
Pour les articles homonymes, voir Walter.
Walter de Sousa Goulart, dit Walter (né le 17 juillet 1912 à Rio de Janeiro au Brésil et mort le 13 novembre 1951), était un joueur de football brésilien.

## Biographie
Il commence par jouer dans le club local d'Andarahy en 1931 avant de rejoindre Cocotá pour une saison. 
Sa carrière démarre véritablement en 1934 lorsqu'il signe à l'América-RJ où il reste jusqu'en 1938.
Il joue ensuite à Santos en 1936, puis évolue à Bangu entre 1937 et 1938, puis à Flamengo de 1938 à 1941, et enfin à Vasco da Gama en 1942.
Il retourne ensuite dans son ancien club de l'América-RJ en 1943 pour finir sa carrière.
Il joue aussi en international avec le Brésil, disputant la coupe du monde 1938 en France.

## Palmarès

### Club
- Championnat carioca (2) :

América : 1935
Flamengo : 1939